# Stephen Gaselee (diplomatico)
Sir Stephen Gaselee (Brunswick Gardens, 9 novembre 1882 – 1943) è stato un diplomatico, scrittore e bibliotecario britannico.

## Biografia
Gaselee è nato a Brunswick Gardens, Kensington, Londra, figlio maggiore di Henry Gaselee, un membro del King's College di Cambridge, e sua moglie Alice Esther (nata Frost). Il suo bisnonno era Sir Stephen Gaselee, un giudice della Court of Common Pleas.
Ha frequentato la Temple Grove School di East Sheen. Nel 1896 entrò nell'Eton College, dove fu nominato King's Scholar e curò l'Eton College Chronicle. Nel 1901 entrò al King's College dell'Università di Cambridge. Nel 1904 ottenne il massimo dei voti nella parte 1 dei Classical Tripos e, nel 1905, li sfiorò nella parte 2 (ottenne una Second Class). Nel 1905 lasciò l'università per diventare tutore del principe Leopoldo di Battenberg (in seguito Lord Leopold Mountbatten), nipote della regina Vittoria, e viaggiò molto. Nel 1907 riprese gli studi a Cambridge, dove fu redattore della Cambridge Review.
Nel 1908 divenne bibliotecario alla Pepys Library al Magdalene College di Cambridge. Nel 1909 fu eletto Fellow, carica che ricoprì per 34 anni. Dal 1916 al 1919 ha lavorato al Ministero degli Esteri. Tornò a Cambridge dopo la guerra. Nel 1920 fu nominato bibliotecario e custode dei documenti al Ministero degli Esteri, un incarico che ricoprì fino alla morte. Fu presidente della Bibliographical Society of London dal 1932 al 1934.
I passatempo di Gaselee, secondo il necrologio anonimo pubblicato sul Times, erano "i viaggi, le riprese e i ponti", ma era un uomo di grandi interessi per i quali lavoro e svago si fondevano impercettibilmente. Ha scritto su "letteratura classica, latino medievale e moderno... copto, agiografia e liturgiologia, paleografia e bibliografia, Spagna, Portogallo, Madera, vino e cibo ".

Il suo amico Ronald Storrs ha descritto il giovane Gaselee, ai tempi della laurea, come segue: 
 Stephen Gaselee era già all'età di vent'anni quello che non ha mai smesso di essere, una personalità di Cambridge; Gaselee, con quasi altrettanti amici che interessi, [era] un classicista di prim'ordine, un bibliofilo, un bibliografo, un liturgiologo; Gaselee, che giocando a tennis portava i capelli in una rete; che teneva i gatti siamesi, nutriti con una parte rivoltante del polmone della mucca, conservata su un piatto sopra la sua libreria; che accendeva il fuoco ogni giorno dell'anno perché l'Inghilterra ha un clima freddo; che ha fondato il circolo gastronomico dei Deipnosofisti, dove i membri, vestiti con giacche da pranzo viola foderate di seta lilla e preludendo sfrenatamente a proposito della Vodka, si sarebbero lanciati in un oceano inesplorato di buon cibo e chiacchiere ancora migliori; Gaselee, che leggeva, scriveva e parlava in antico copto (cosa che gli stessi copti non avevano fatto per 300 anni); Gaselee, che annoiava di notte il guardiano mentre discuteva di Petronio, paramenti, pinne di squalo e problemi di cucina; un Principe laico della Chiesa, militante ecclesiastico e gastronomo reale. 
 Donò frequentemente e generosamente libri alla Biblioteca dell'Università di Cambridge. Un dono insolito fu acquistato a Sinaia nel 1926: una copia, dedicata a Gaselee, del romanzo della regina Maria di Romania Why? A story of great longing. Le sue donazioni di maggior valore furono una raccolta di 311 incunaboli, nel 1934; 279 libri dei primi anni del XVI secolo, nel 1940; e cinquanta libri scelti dal bibliotecario alla sua morte. Un gruppo di benefattori acquistò la sua collezione personale di opere relative a Petronio e al Satyricon dai suoi eredi e la consegnò alla Biblioteca dell'Università di Cambridge.

## Onorificenze
Fu nominato commendatore dell'ordine dell'Impero britannico nel 1918, per i suoi sforzi durante la prima guerra mondiale, quando lavorò nel dipartimento di informazione del Ministero degli Esteri. Fu nominato Cavaliere dell'Ordine di San Michele e San Giorgio nel 1935.

## Opere
- 1910: Petronius, Satyricon, a cura di Gaselee con 100 illustrazioni di Norman Lindsay
- 1915: Apuleius, The Golden Ass being the Metamorphoses of Lucius Apuleius, trad. di W. Aldington (1566) rivista da Gaselee (Loeb Classical Library)
- 1916: Longus, Daphnis and Chloe and the love romances of Parthenius and other fragments (Loeb Classical Library)
- 1917: Achilles Tatius, Leucippe and Clitophon, a cura e tradotto in Inglese da Gaselee (Loeb Classical Library)
- 1921: The Spanish Books in the Library of Samuel Pepys. (Oxford University Press per la Bibliographical Society)
- 1924: The Uniats and their Rites, digitalizzato da Richard Mammana per il Progetto Canterbury
- 1925: Joyfull newes from the newe founde worlde (titolo di copertina: Frampton's Monardes) a cura di Gaselee, che combina materiale delle edizioni Frampton 1577 e 1580
- 1925: An Anthology of Medieval Latin, Macmillan and Company
- 1928: The Oxford Book of Medieval Latin Verse, a cura di Stephen Gaselee